# UIC-Bauart-Bezeichnungssystem für Güterwagen

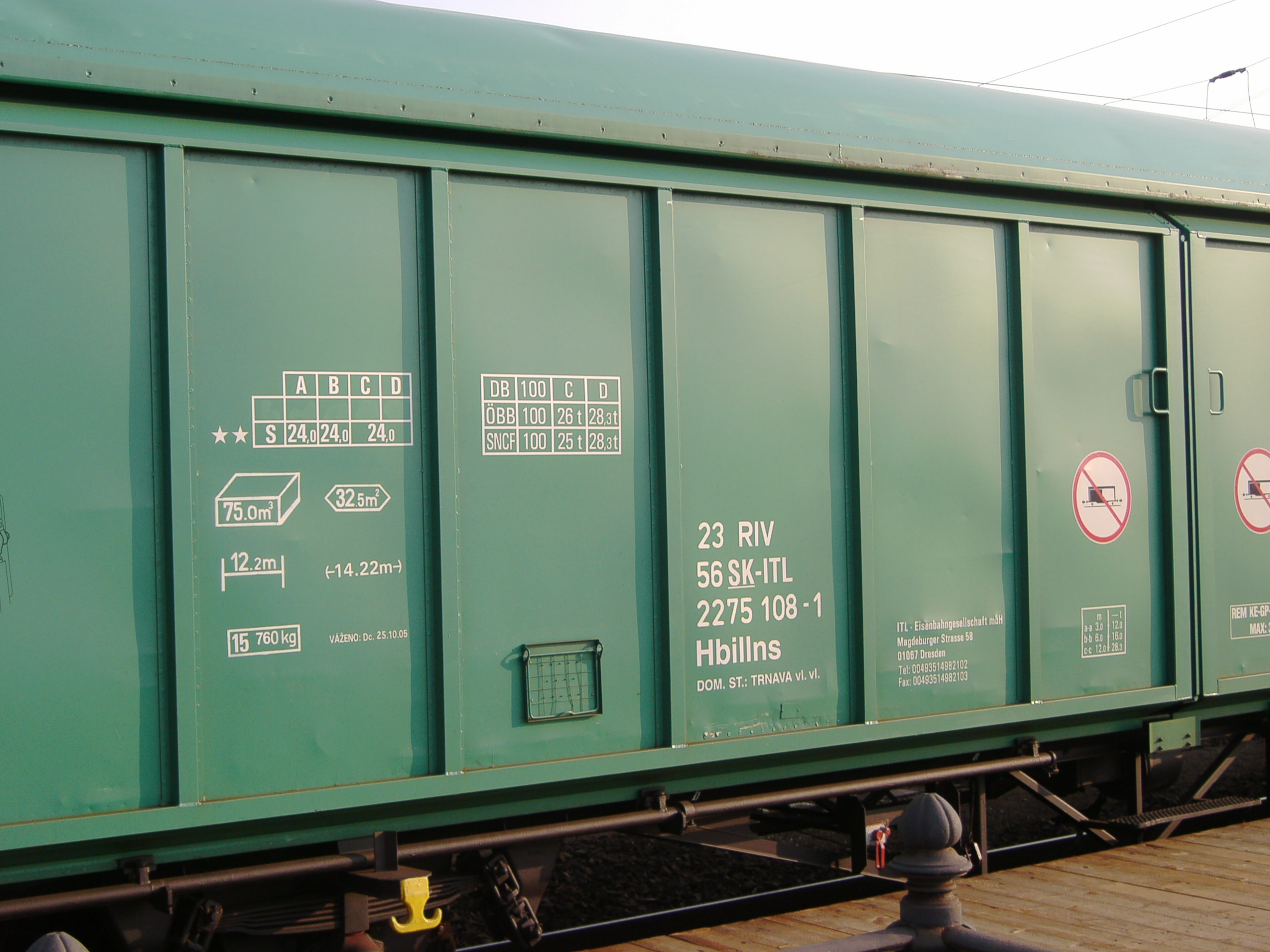
Gedeckter Güterwagen der Sonderbauart mit dem UIC-Gattungszeichen Hbillns

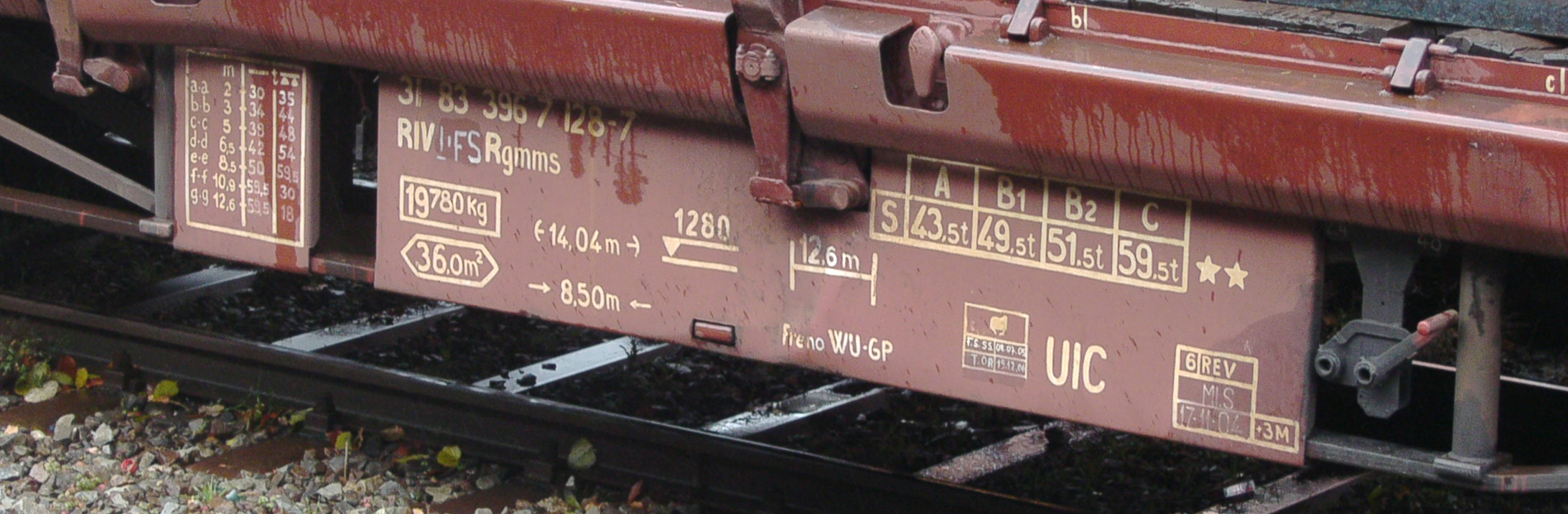
Anschriften eines italienischen Flachwagens der Gattung Rgmms

Die Bauart-Bezeichnung von Güterwagen ist eine internationale Buchstabenkennzeichnung, welche die wichtigsten technischen Merkmale dieser Eisenbahnwagen enthält. Diese Kennzeichnung gilt für alle Fahrzeuge, die im internationalen Güterverkehr eingesetzt werden.
Diese Kennzeichnung wurde schon vor 1960 von der UIC entwickelt, aber erst ab 1964 allgemeingültig eingeführt. Ab 1968 musste diese Kennzeichnung an allen Güterwagen der UIC und OSShD zugehörigen Mitglieder (Bahnunternehmen, Infrastrukturbetreiber, Eisenbahnverkehrsunternehmen) angeschrieben sein. Von 1964 bis Januar 1968 wurde die UIC-Kennzeichnung in ganz Deutschland umgesetzt und seitdem stetig weiterentwickelt.
Diese Bauart-Bezeichnung wird im Allgemeinen UIC-Gattungszeichen genannt und setzen sich aus einem „Gattungsbuchstaben“ (großgeschrieben) und einem oder mehreren „Kennbuchstaben“ (kleingeschrieben) zusammen und dienen zur Identifizierung der Güterwageneigenschaften, was besonders beim Beladen und für den Betrieb von Bedeutung ist. Das UIC-Gattungszeichen ist unterhalb der UIC-Wagennummer angeschrieben und löste somit die bisher verwendeten Kennzeichnungen ab.
Nicht alle Güterwagen in Europa erhielten die UIC-Kennzeichnung. So behielten beispielsweise in Deutschland die wenigen noch vorhandenen Güterzugbegleitwagen und Schmalspurgüterwagen ihre ursprüngliche Gattungsbezeichnung.

## Gattungsbuchstaben
Die folgende Tabelle enthält der Vollständigkeit halber auch die international einheitlichen Gattungsbuchstaben für Reisezugwagen (A bis D, WL und WR), welche unter Bauart-Bezeichnungssystem für Reisezugwagen behandelt werden.
Jedem Güterwagentyp ist eine Typennummer zugeordnet, deren erste Ziffer die fünfte Ziffer der zwölfstelligen UIC-Wagennummer bildet.
| Gattung | Wagenart                                               | 1. Ziffer der Typennummer |
| ------- | ------------------------------------------------------ | ------------------------- |
| A       | Personenwagen 1. Klasse                                |                           |
| AB      | Personenwagen 1. und 2. Klasse                         |                           |
| B       | Personenwagen 2. Klasse                                |                           |
| D       | Gepäckwagen                                            |                           |
| E       | Offener Güterwagen der Regelbauart                     | 5                         |
| F       | Offener Güterwagen in Sonderbauart                     | 6                         |
| G       | Gedeckter Güterwagen der Regelbauart                   | 1                         |
| H       | Gedeckter Güterwagen in Sonderbauart                   | 2                         |
| I       | Kühlwagen                                              | 8                         |
| K       | Flachwagen mit Einzelradsätzen in Regelbauart          | 3                         |
| L       | Flachwagen mit Einzelradsätzen in Sonderbauart         | 4                         |
| O       | Offener Mehrzweckwagen (Gemischter offener Flachwagen) | 3                         |
| R       | Flachwagen mit Drehgestellen in Regelbauart            | 3                         |
| S       | Flachwagen mit Drehgestellen in Sonderbauart           | 4                         |
| T       | Güterwagen mit öffnungsfähigem Dach                    | 0 (vor 1988: 56..)        |
| U       | Sonderwagen                                            | 9                         |
| WL…     | Schlafwagen                                            |                           |
| WR      | Speisewagen                                            |                           |
| Z       | Kesselwagen                                            | 7                         |

## Kennbuchstaben

### International einheitliche Kennbuchstaben
|      | Gattungen                                | Bedeutung                                                                                         |
| ---- | ---------------------------------------- | ------------------------------------------------------------------------------------------------- |
| a    | E, F, G, H, I, T, U, Z                   | 4 Radsätze 1                                                                                      |
| a    | L, O                                     | 3 Radsätze                                                                                        |
| a    | S                                        | 6 Radsätze                                                                                        |
| aa   | E, F, G, H, T, U, Z                      | mind. 6 Radsätze 1                                                                                |
| aa   | L                                        | mind. 4 Radsätze                                                                                  |
| aa   | S                                        | mind. 8 Radsätze                                                                                  |
| b    | F                                        | Rauminhalt V > 45 m³                                                                              |
| b    | G                                        | Länge l > 12 m, Rauminhalt V > 70 m³                                                              |
| b    | H                                        | Länge 12 m > l > 14 m, Rauminhalt V > 70 m³ 2                                                     |
| b    | T                                        | Länge l > 12 m                                                                                    |
| b    | Ga, Ta                                   | Ladelänge ab 18 m                                                                                 |
| b    | Ha                                       | Ladelänge 18 bis 22 m                                                                             |
| b    | I                                        | Ladefläche 22 m² < A < 27 m²                                                                      |
| b    | K                                        | lange Rungen                                                                                      |
| b    | L, S                                     | Tragwagen für Mittelcontainer                                                                     |
| bb   | H                                        | Ladelänge ab 14 m                                                                                 |
| bb   | Ha                                       | Ladelänge ab 22 m                                                                                 |
| bb   | I                                        | Ladefläche A ≥ 27 m²                                                                              |
| c    | E                                        | Entladeklappe im Wagenboden                                                                       |
| c    | F                                        | regelbarer Schwerkraft-Selbstentlader, Unterkante Entladeöffnung h ≥ 70 cm üSOK 11                |
| c    | H, T                                     | Stirnwandtür                                                                                      |
| c    | I                                        | Fleischhaken                                                                                      |
| c    | L, S                                     | Drehschemel                                                                                       |
| c    | U, Z                                     | Entladung durch Druckluft oder Luftstöße                                                          |
| cc   | F                                        | regelbarer Schwerkraft-Selbstentlader, Unterkante Entladeöffnung h < 70 cm üSOK 11                |
| cc   | H                                        | Stirnwandtür, Inneneinrichtung für Kraftwagentransport                                            |
| d    | H                                        | Bodenklappe                                                                                       |
| d    | I                                        | für Seefisch                                                                                      |
| d    | L, S                                     | für Transport von Straßenfahrzeugen auf einer Ebene                                               |
| d    | T, U                                     | regelbarer Schwerkraft-Selbstentlader, Unterkante Entladeöffnung h ≥ 70 cm üSOK 10 11             |
| dd   | T, U                                     | regelbarer Schwerkraft-Selbstentlader, Unterkante Entladeöffnung h < 70 cm üSOK 10 11 12          |
| e    | H                                        | zwei Böden                                                                                        |
| e    | I                                        | elektrischer Luftumwälzer                                                                         |
| e    | L, S                                     | Doppelstockwagen für Kraftfahrzeuge                                                               |
| e    | R                                        | abklappbare Seitenborde                                                                           |
| e    | T                                        | Türhöhe über 1,90 m                                                                               |
| e    | Z                                        | Heizeinrichtung                                                                                   |
| ee   | H                                        | mehr als zwei Böden                                                                               |
| f    | alle                                     | für den Verkehr mit Großbritannien (Tunnel- und Fährverkehr) geeignet                             |
| ff   | alle                                     | nur für Tunnelverkehr mit Großbritannien geeignet                                                 |
| fff  | alle                                     | nur für den Fährverkehr mit Großbritannien geeignet                                               |
| g    | G, H, T, U                               | für Getreide                                                                                      |
| g    | I                                        | Maschinenkühlwagen                                                                                |
| g    | K, L, R                                  | für Container                                                                                     |
| g    | S                                        | für Container bis 60 Fuß                                                                          |
| g    | Z                                        | für verdichtete, verflüssigte oder unter Druck gelöste Gase                                       |
| gg   | I                                        | mit Flüssiggas gekühlt                                                                            |
| gg   | S                                        | für Container bis 80 Fuß                                                                          |
| h    | G, H                                     | für Frühgemüse                                                                                    |
| h    | I                                        | starke Isolierung                                                                                 |
| h    | L, R, S, T                               | für Blechrollen, horizontal liegende Achsen                                                       |
| hh   | L, R, S, T                               | für Blechrollen, vertikal liegende Achsen                                                         |
| i    | H,T                                      | öffnungsfähige Seitenwände („Schiebewand“)                                                        |
| i    | I                                        | Kältemaschine auf Beiwagen (ii)                                                                   |
| i    | K, L, R, S                               | Stirnwand fest, Abdeckung beweglich                                                               |
| i    | U                                        | Tiefladebühne                                                                                     |
| i    | Z                                        | Transportbehälter nicht aus Metall                                                                |
| ii   | H                                        | hochfeste Schiebewände                                                                            |
| ii   | I                                        | technischer Beiwagen                                                                              |
| j    | alle                                     | Langhubstoßdämpfer                                                                                |
| k    | E, F, G, H, K, L(a), O, T, U, Z          | Lademasse m < 20 t (Lastgrenze C)                                                                 |
| k    | Ea, Fa, Ga, Ha, Laa, R, S, Ta, Ua, Za    | Lademasse m < 40 t (Lastgrenze C)                                                                 |
| k    | Eaa, Faa, Gaa, Haa, Sa(a), Taa, Uaa, Zaa | Lademasse m < 50 t (Lastgrenze C) 3                                                               |
| k    | I                                        | Lademasse m < 15 t (Lastgrenze C)                                                                 |
| k    | Ia                                       | Lademasse m < 30 t (Lastgrenze C)                                                                 |
| kk 4 | E, F, G, H, K, L(a), O, T, U, Z          | Lademasse 20 t ≤ m < 25 t (Lastgrenze C)                                                          |
| kk 4 | Ea, Fa, Ga, Ha, Laa, R, S, Ta, Ua, Za    | Lademasse 40 t ≤ m < 50 t (Lastgrenze C)                                                          |
| kk 4 | Eaa, Faa, Gaa, Haa, Sa(a), Taa, Uaa, Zaa | Lademasse 50 t ≤ m < 60 t (Lastgrenze C)                                                          |
| l    | E                                        | nicht seitenkippbar                                                                               |
| l    | F, T, U                                  | nicht-regelbarer Schwerkraft-Selbstentlader, Unterkante Entladeöffnung h ≥ 70 cm üSOK 10 11       |
| l    | G                                        | bis 8 cm Lüftungshöhe                                                                             |
| l    | H                                        | mit beweglichen Trennwänden (ab 1. Mai 1994)                                                      |
| l    | I                                        | Wärmeschutzwagen ohne Eiskästen                                                                   |
| l    | K, L, O, R, S                            | ohne Rungen                                                                                       |
| ll   | F,T,U                                    | nicht-regelbarer Schwerkraft-Selbstentlader, Unterkante Entladeöffnung h < 70 cm üSOK 10 11       |
| ll   | H                                        | mit verriegelbaren Trennwänden (ab 1. Mai 1994)                                                   |
| m 6  | E                                        | Ladelänge l < 7,7 m 5                                                                             |
| m 6  | Ea(a)                                    | Ladelänge l < 12 m                                                                                |
| m 6  | G, H, T                                  | Ladelänge l < 9 m 5                                                                               |
| m 6  | Ga(a), Ha(a), Ta(a)                      | Ladelänge: l < 15 m                                                                               |
| m 6  | I                                        | Ladefläche A < 19 m²                                                                              |
| m 6  | Ia                                       | Ladefläche A < 39 m²                                                                              |
| m 6  | K, O, L                                  | Ladelänge 9 m ≤ l < 12 m 5                                                                        |
| m 6  | R, S                                     | Ladelänge 15 m ≤ l < 18 m 5                                                                       |
| m 6  | La(a), Sa(a)                             | Ladelänge: 18 m ≤ l < 22 m                                                                        |
| m 6  | Sr                                       | Ladelänge l ≥ 2× 27 m                                                                             |
| mm 7 | K, O, L                                  | Ladelänge l < 9 m 5                                                                               |
| mm 7 | R, S                                     | Ladelänge l < 15 m 5                                                                              |
| mm 7 | La(a), Sa(a)                             | Ladelänge l < 18 m                                                                                |
| n 4  | I                                        | Lademasse m > 25 t (Lastgrenze C)                                                                 |
| n 4  | H                                        | Lademasse m > 28 t (Lastgrenze C)                                                                 |
| n 4  | E, G, K, L, O, T                         | Lademasse m > 30 t (Lastgrenze C)                                                                 |
| n 4  | F, U, Z                                  | Lademasse m > 30 t (zwei Radsätze, Lastgrenze C) Lademasse m > 40 t (drei Radsätze, Lastgrenze C) |
| n 4  | Ia, La, Oa                               | Lademasse m > 40 t (Lastgrenze C)                                                                 |
| n 4  | Ea, Fa, Ga, Ha, Laa, R, S, Ta, Ua, Za    | Lademasse m > 60 t (Lastgrenze C)                                                                 |
| n 4  | Eaa, Faa, Gaa, Haa, Sa(a), Taa, Uaa, Zaa | Lademasse m > 75 t (Lastgrenze C)                                                                 |
| o    | E                                        | nicht stirnkippbar                                                                                |
| o    | F, T, U                                  | nicht-regelbarer Schwerkraft-Selbstentlader, Unterkante Entladeöffnung h ≥ 70 cm üSOK 12          |
| o    | G, H                                     | Ladelänge unter 12 m, mehr als 70 m³ Laderaum (zwei Radsätze)                                     |
| o    | I                                        | Eiskästen unter 3,5 m³                                                                            |
| o    | K                                        | feste Borde                                                                                       |
| o    | R                                        | feste Stirnwände, Höhe unter 2 m                                                                  |
| o    | S                                        | Gelenkwagen mit drei Drehgestellen je zwei Radsätze                                               |
| oo   | F, T, U                                  | nicht-regelbarer Schwerkraft-Selbstentlader, Unterkante Entladeöffnung h < 70 cm üSOK 12          |
| oo   | R                                        | feste Stirnwände, Höhe über 2 m                                                                   |
| p    | F, T, U                                  | regelbarer Schwerkraft-Selbstentlader, Unterkante Entladeöffnung h ≥ 70 cm üSOK 12                |
| p    | I                                        | ohne Fußbodenroste                                                                                |
| p    | K, L, S                                  | ohne Borde                                                                                        |
| p    | R                                        | ohne Stirnwand                                                                                    |
| pp   | F, T, U                                  | regelbarer Schwerkraft-Selbstentlader, Unterkante Entladeöffnung h < 70 cm üSOK 11 12             |
| pp   | K, R                                     | abnehmbare Borde                                                                                  |
| q    | alle                                     | elektrische Heizleitung für alle zugelassenen Stromarten                                          |
| qq   | alle                                     | elektrische Heizleitung und Heizeinrichtungen für alle zugelassenen Stromarten                    |
| r    | alle                                     | Dampfheizleitung 8                                                                                |
| r    | F, H, I, S, T, U, Z                      | Gelenkwagen 9                                                                                     |
| r    | L                                        | Ladelänge mit 2 Elementen: lu ≥ 27 m                                                              |
| rr   | alle                                     | Dampfheizleitung und -einrichtung 8                                                               |
| rr   | F, H, I, S, T, U, Z                      | Wageneinheit 9                                                                                    |
| s    | alle                                     | zugelassen für Züge bis 100 km/h                                                                  |
| ss   | alle                                     | zugelassen für Züge bis 120 km/h                                                                  |

### Nationale Kennbuchstaben
Der zweistellige Code für das Eigentumsmerkmal wurde als Kennziffer in der Wagennummer verwendet, seit 2005 wird der zweistellige UIC-Ländercode verwendet. Mit dem UIC-Ländercode wird das Herkunftsland eines Fahrzeugs festgelegt. Zusätzliche nationale Kennbuchstaben, die nicht den UIC-Richtlinien folgen, werden mit einem Bindestrich vom UIC-Gattungszeichen getrennt.

#### Ländercode 50: DR
|    | für Gattungen   | Gültigkeitszeitraum                       | Bedeutung                                                                                      |
| -- | --------------- | ----------------------------------------- | ---------------------------------------------------------------------------------------------- |
| t  | Gbkl, Hkr       | 1968 bis 1979                             | mit Sondereinrichtungen für Mannschaftstransporte                                              |
| u  | E, G, K, R      | 1968 bis 1979                             | unbrauchbar für Militärtransporte                                                              |
| v  | E, T G, H U     | 1968 bis 1979 1968 bis 1993 1980 bis 1993 | nicht geeignet für Be- und Entladung mit Kran mit Dachluken (Ladeöffnungen im Dach) für Zement |
| w  | U Z             | 1968 bis 1979 1980 bis 1993               | für flüssige Brenn- und Treibstoffe                                                            |
| x  | E Uc            | 1980 bis 1993 1968 bis 1993               | mit Stahlfußboden für Kohlenstaub                                                              |
| y  | Uc T, U, Z      | 1968 bis 1979 1980 bis 1993               | Chemiebehälterwagen mit Innenauskleidung                                                       |
| z  | K, L, R, S G, I | 1968 bis 1979 1980 bis 1993               | abnehmbares Bühnengeländer mit Dampfheizleitung                                                |
| zz | F               | 1980 bis 1993                             | mit Dampfheizleitung und -einrichtung                                                          |

#### Ländercode 80: DB
|    | für Gattungen            | Bedeutung                                                                                                   |
| -- | ------------------------ | --- |
| t  | H L                      | Transportschutzeinrichtung Daberkow (bis 30. April 1994) lichte Beladebreite an der Stirnseite unter 2,45 m |
| tt | H                        | verriegelbare Trennwände (bis 30. April 1994)                                                               |
| u  | E, F, S G, H, I, K, L, T | hydraulische Kippeinrichtung Dampfheizleitung                                                               |
| v  | alle                     | elektrische Heizleitung für 1000 oder 1500 Volt                                                             |
| vv | alle                     | elektrische Heizleitung und Heizeinrichtung für 1000 oder 1500 Volt                                         |
| w  | G,H,S                    | durchgehende Funkenschutzabdeckung                                                                          |
| ww | alle                     | Funkenschutzblech gemäß UIC-Merkblatt 543                                                                   |
| x  | E                        | mit Stahlfußboden (ab 1. Januar 1994)                                                                       |
| z  | F H T                    | Muldenkippwagen Wagen für Leig-Einheit Wagen wird als Td oder Tdg eingesetzt                                |
| zz | Fb                       | Kübelwagen                                                                                                  |

#### Ländercode 85: SBB
|    | für Gattungen | Bedeutung                                                             |
| -- | ------------- | --------------------------------------------------------------------- |
| t  | alle          | Speiseleitung (10 bar)                                                |
| u  | F H           | Elektro-hydraulische Kippvorrichtung Kühlgerät                        |
| v  | alle          | elektrische Heizleitung 1000 Volt Wechselstrom (16 2⁄3 Hz)            |
| w  | R, S, U       | Bewegliches Handbremsgeländer und Bremsspindel (demontier/umklappbar) |
| ww | H             | Funkenschutzblech gemäß UIC-Merkblatt 543                             |
| x  | H S, L        | 2-achsig mit Trommelbremse ACTS-Drehrahmen                            |
| y  | H F R, S      | Isoliert kleiner Laderaum (< 20 m³) Scheibenbremsen                   |
| z  | G, H          | mit zwölfadrigem UIC-Kabel                                            |